# 투푸아 에피

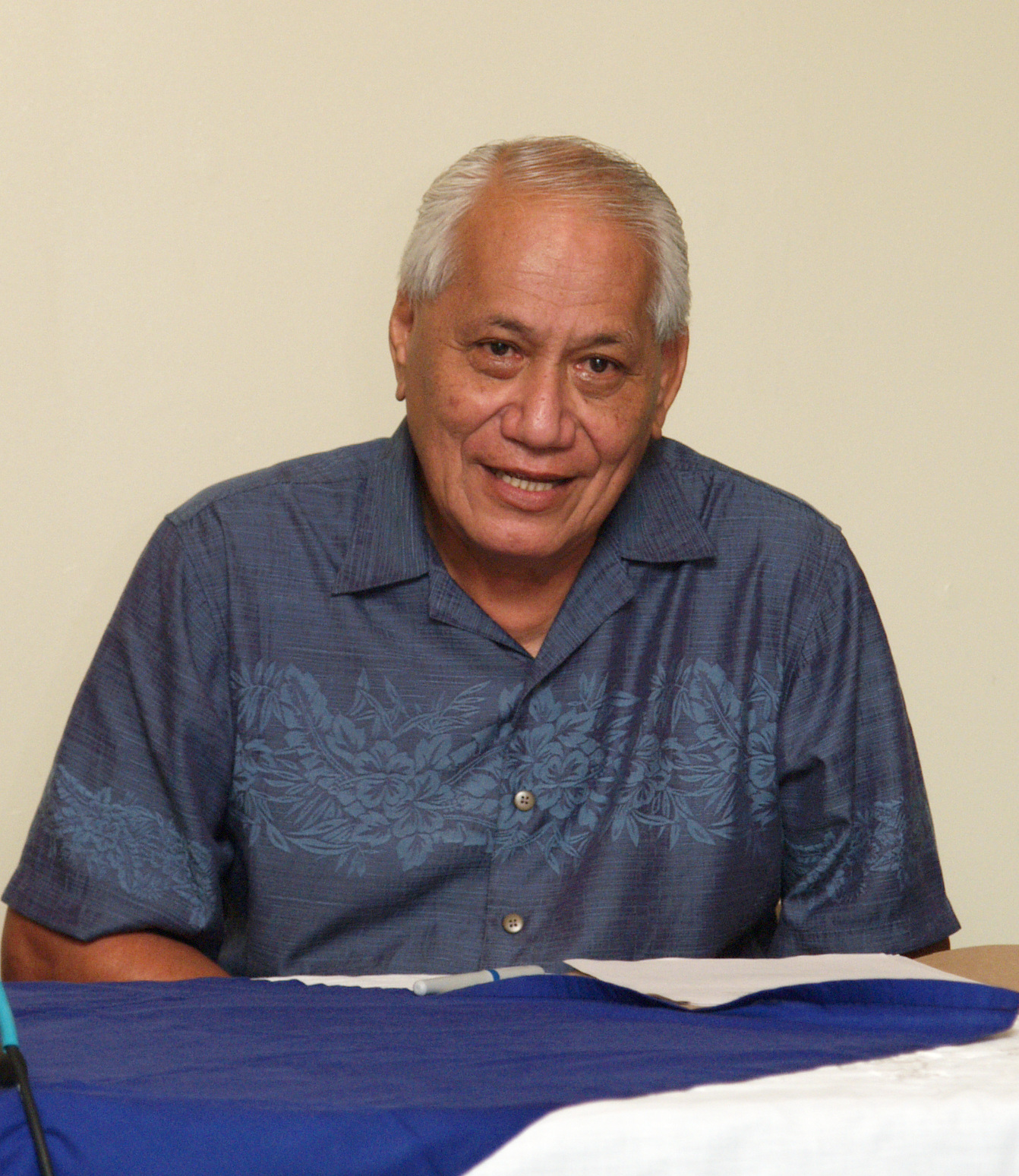
투이아투아 투푸아 타마세세 에피

투이아투아 투푸아 타마세세 에피(Tuiatua Tupua Tamasese Efi, 1938년 3월 1일 모토투아(Motootua) ~ )는 사모아의 정치인이다. 2007년 5월 11일부터 현재까지 사모아의 국가 원수를 역임하고 있다.
과거 사모아 국가 개발당(1985년 ~ 1988년)과 기독교민주당(1988년 ~ 2003년) 소속이었으며 뉴질랜드 웰링턴 빅토리아 대학교 출신이다. 사모아의 총리를 두 차례(1976년 3월 24일 ~ 1982년 4월 13일, 1982년 9월 18일 ~ 1982년 12월 31일) 역임하였다.